# Tiroteio de Miami de 1986
O Tiroteio de Miami de 1986 foi uma grande troca de tiros que ocorreu em 11 de abril de 1986 no Condado de Miami-Dade, no sul da Flórida, entre oito agentes do Departamento Federal de Investigação dos Estados Unidos (o FBI) e dois ladrões de banco. Durante o confronto, os agentes Jerry L. Dove e Benjamin P. Grogan foram mortos. Os dois suspeitos, William Russell Matix e Michael Lee Platt, também morreram. Outros cinco agentes do FBI ficaram feridos.
O incidente se tornou infame na história do FBI e é estudado por autoridades policiais até hoje. Apesar de durante o tiroteio o FBI superar os bandidos em 4 para 1, os agentes foram surpreendidos pela esmagadora superioridade das armas dos assaltantes que usavam rifles de assalto, o que forçou os policiais a permanecerem na defensiva e eles assim não conseguiram responder de forma efetiva. Embora Matix e Platt terem sido alvejados várias vezes durante o tiroteio, Platt insistiu lutando e conseguiu matar e ferir vários agentes. O confronto fez com que os departamentos policiais dos Estados Unidos se armassem melhor.

## Plano de fundo
Michael Lee Platt (3 de fevereiro de 1954 – 11 de abril de 1986) e William Russell Matix (25 de junho de 1951 – 11 de abril de 1986) se conheceram enquanto serviam nas Forças Armadas dos Estados Unidos na década de 1970. Matix serviu no Corpo de Fuzileiros Navais de 1969 até 1972 quando então foi dispensado. Em 1973, ele se alistou no Exército Americano e serviu na polícia militar. Matix saiu do Exército em 1976. Platt, por sua vez, se alistou em 1972 na infantaria e serviu nos Rangers, a unidade de elite do Exército Americano. Ele foi dispensado em 1979. Os dois se encontraram pela primeira vez enquanto estavam estacionados no Forte Campbell em Kentucky. Ambos os homens foram casados com mulheres que morreram sob circunstâncias suspeitas. A esposa de Matix, Patricia Buchanich, foi esfaqueada até a morte junto com um colega de trabalho em 30 de dezembro de 1983 no Hospital Metodista de Riverside em Columbus, Ohio, onde ambas as mulheres trabalhavam. Matix foi suspeito do assassinato mas nunca foi indiciado. Após a morte da esposa, Matix se mudou para Miami a pedido de Michael Platt. Depois de se mudar, Matix começou a trabalhar no negócio de paisagismo com Platt. Em dezembro de 1984, Regina, a esposa de Platt, foi encontrada morta com um tiro de espingarda. Sua morte foi considerada suicídio.
Antes de começarem a praticar crimes, nem Platt nem Matix tinham ficha criminal.
Em 5 de outubro de 1985, Platt e Matix assassinaram Emelio Briel de 25 anos enquanto este estava no campo praticando tiro ao alvo. Eles roubaram o carro de Briel e o usaram para cometer vários crimes. Os restos mortais de Briel só foram localizados em 1 de fevereiro de 1986 mas só foi identificado corretamente em maio daquele ano.
Em 16 de outubro, os dois assaltantes tentaram roubar um carro blindado da Wells Fargo em frente ao mercado Winn-Dixie. Um dos dois bandidos atingiu um dos guardas na perna enquanto os outros dois vigias revidavam. Nem Platt nem Matix ficaram feridos e nenhum dinheiro foi levado.
Em 8 de novembro, Platt e Matix roubaram um caixa do lado de fora do Florida National Bank. Cerca de 19 minutos depois, eles roubaram outro caixa do lado de fora do Professional Savings Bank. Os ladrões usaram o carro roubado de Briel nas duas ocasiões.
Em 10 de janeiro de 1986, Platt e Matix roubaram um carro blindado da Brinks. Um dos suspeitos disparou um tiro de espingarda acertando em cheio um dos guardas enquanto o outro atirou no mesmo com um tiro de rifle. O guarda sobreviveu. Os assaltantes mais uma vez usaram o carro de Briel no incidente. Mas desta vez eles foram seguidos por um cidadão local que os viu deixar o carro de fuga roubado e então entraram numa picape Ford F-150.
Em 12 de março, Platt e Matix roubaram e atiraram contra Jose Collazo enquanto este praticava tiro ao alvo no campo. Os dois partiram presumindo que Collazo havia morrido e roubaram seu carro, um Chevrolet Monte Carlo. Collazo no entanto sobreviveu e caminhou 4,8 km por ajuda.
Em 19 de março, eles usaram o carro de Collazo num assalto ao Barnett Bank na Estrada South Dixie 13595.

## O tiroteio

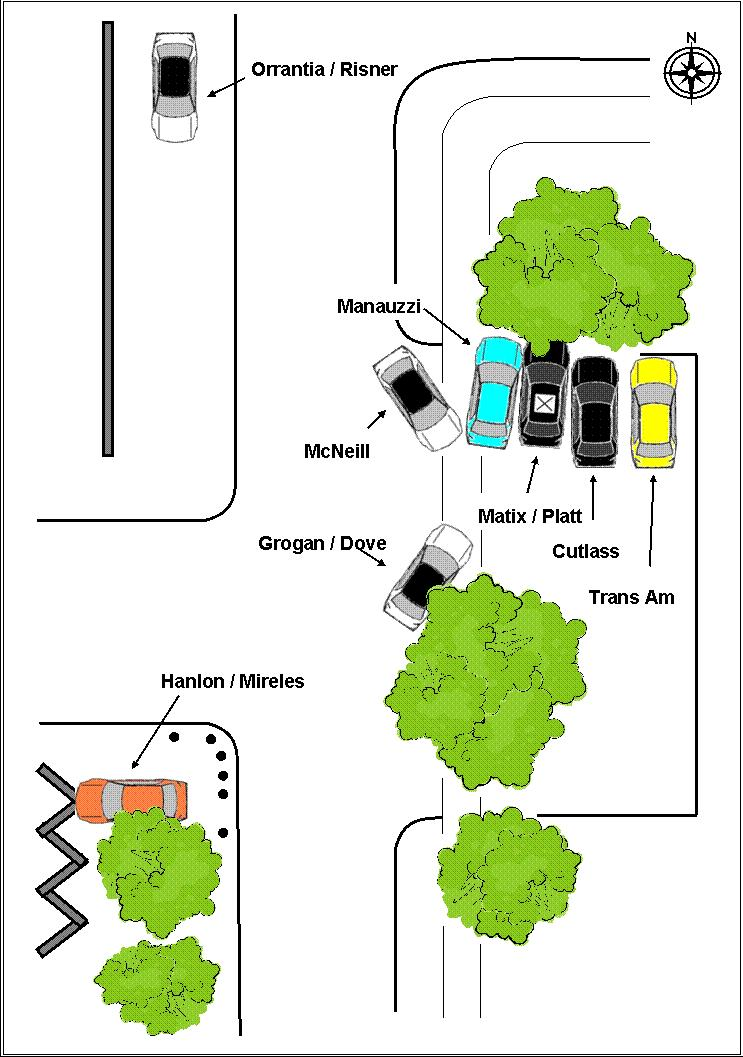
Ilustração mostrando o posicionamento dos carros dos agentes do FBI e o veículo dos suspeitos. O desenho não é em escala

Às 8:45h de 11 de abril de 1986, um grupo de agentes do FBI liderados pelo detetive Gordon McNeill se reuniu em frente a uma loja da Home Depot para organizar patrulhas pela área a fim de encontrar o Monte Carlo (o carro roubado de Collazo). Os policiais não sabiam a identidade dos suspeitos naquele momento. Eles estavam agindo baseado em um pressentimento que os ladrões iriam tentar mais um assalto naquela manhã.
Um total de 15 agentes do FBI em onze carros participaram das buscas. Oito desses agentes participariam da troca de tiros. Foram eles:
- Agente Especial de Supervisão Gordon McNeill sozinho em seu carro.

- Agente Richard Manauzzi sozinho em seu carro.

- Agente Benjamin Grogan, com
- Agente Jerry Dove.

- Agente Edmundo Mireles, Jr., com
- Agente John Hanlon.

- Agente Gilbert Orrantia, com
- Agente Ronald Risner.

Às 9:30h, os agentes Grogan e Dove localizaram o veículo suspeito e começaram a perseguição. Outros dois carros rapidamente se uniram aos agentes e uma tentativa de parar o carro com pretexto de uma simples infração de trânsito foi feita, mas o veículo dos suspeitos foi forçado para fora da estrada pelo carro dos agentes Grogan/Dove, com a ajuda dos carros de Hanlon/Mireles e do agente Manauzzi. Os assaltantes foram forçados a um pequeno estacionamento e foram encurralados pelos carros dos agentes do FBI. Imediatamente após a colisão que colocou um fim na perseguição, um dos suspeitos (possivelmente Platt) abriu fogo violentamente contra os agentes dando inicio ao tiroteio.
Dos oito agentes no local, dois tinham espingardas nos carros (McNeill e Mireles), três estavam armados com pistolas semi-automáticas 9mm (Dove, Grogan e Risner) e o resto estavam armados com revólveres.
A colisão que forçou os suspeitos para fora da estrada e para longe das áreas habitadas também causou problemas para os agentes quando os veículos por eles dirigidos sofreram danos do carro velho e pesado de Matix. Pouco antes da perseguição, Manauzzi sacou seu revolver e o colocou no banco do carona em antecipação ao tiroteio, mas a força da colisão abriu sua porta e sua arma saiu do carro e sumiu. Hanlon também perdeu sua .357 Magnum na colisão, apesar dele ainda ter uma pistola de reserva. Grogan também perdeu seus óculos no impacto, piorando sua visão.

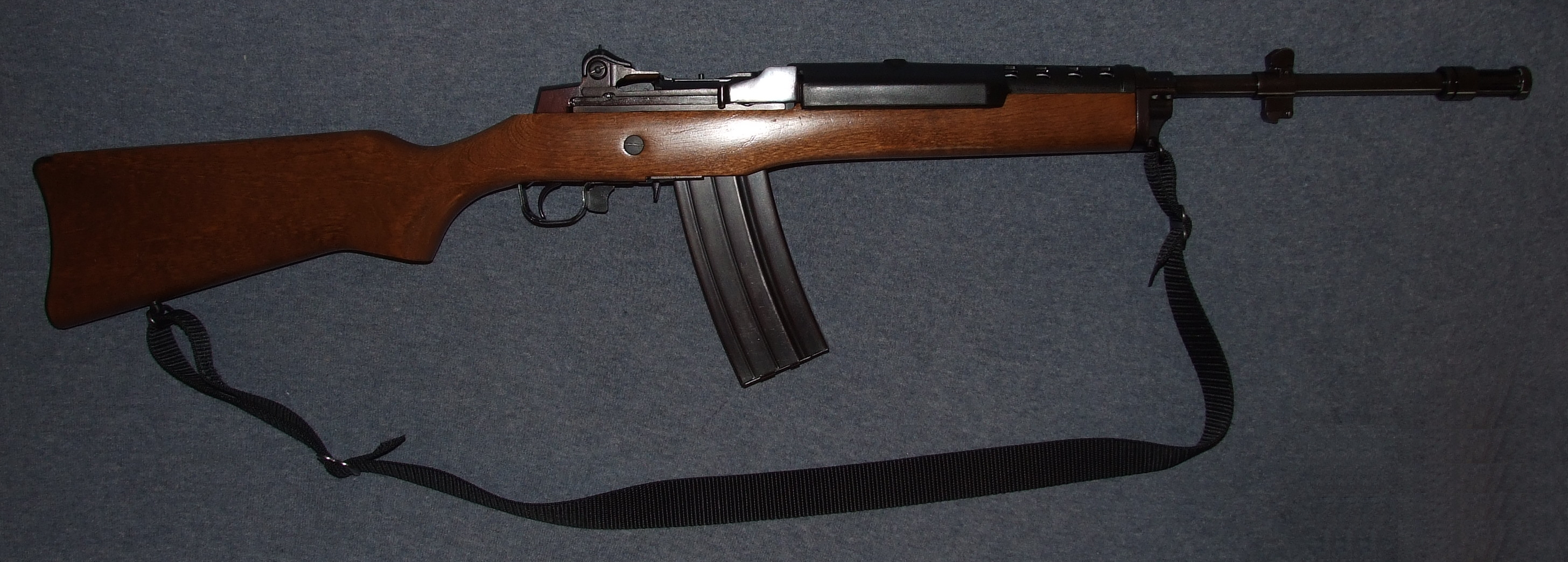
Uma carabina Mini-14, modelo usado por um dos suspeitos.

Manauzzi se feriu quando Matix disparou sua espingarda contra ele e seu carro. McNeill abriu fogo protegido pelo carro de Manauzzi mas foi ferido quando Platt retornou os disparos com seu rifle Ruger Mini-14. Platt então voltou sua atenção contra Mireles que atravessava a rua correndo. O suspeito efetuou vários disparos e um deles acertou o agente no braço esquerdo, o ferindo com gravidade. Platt então se afastou da janela do carro para recarregar dando a Matix uma oportunidade para disparar. Devido aos danos que o carro sofreu durante a colisão inicial, Matix podia abrir sua porta apenas parcialmente e então disparou um tiro de sua espingarda em Grogan e Dove, acertando o veículo deles. Matix levou um tiro em seu braço direito, provavelmente disparado por Grogan. McNeill então disparou pelo menos seis vezes contra o carro dos suspeitos, acertando Matix na cabeça e no pescoço o que o deixou inconsciente por algum tempo. McNeill foi então ferido na mão e devido ao ferimento e ao sangue que caiu sobre o revolver, ele não conseguiu mais recarregar sua arma.
Enquanto Platt se inclinou para a janela do banco do passageiro para sair do carro, Dove o acertou com sua pistola 9 mm. O tiro perfurou o braço do suspeito e foi parar em seu peito, parando a centímetros do seu coração. A autópsia feita em Platt posteriormente mostrou que um dos seus pulmões entrou em colapso e a sua cavidade peitoral tinha 1,3 litros de sangue, sugerindo danos aos vasos sanguíneos principais do pulmão direito. De seus vários ferimentos, esse foi o que o provavelmente o levou a morte. Com seu carro prensado contra outro veículo, Platt teve que se inclinar em cima de um Cutlass. Enquanto fazia isso, ele foi atingido mais duas vezes, na sua coxa direita e no pé esquerdo. Acredita-se que o autor dos disparos foi o agente Dove.
Platt firmou posição do lado do passageiro do Cutlass. Ele disparou sua .357 Magnum nos agentes Ronald Risner e Gilbert Orrantia e acabou sendo ferido pela quarta vez enquanto virava para disparar em Hanlon, Dove e Grogan. A bala, disparada por Risner ou Orrantia, penetrou o antebraço direito de Platt, fraturando o osso rádio. Isso fez com que Platt largasse seu revolver. Acredita-se que o quinto ferimento de Platt aconteceu logo depois, desta vez por um disparo feito por Risner. A bala atingiu a parte de cima do seu braço direito, saindo abaixo da axila e entrando em seu torso, parando abaixo de seu ombro. Este ferimento não foi sério.
Platt disparou com sua Mini-14 contra a posição de Risner e Orrantia, ferindo este último com um estilhaço e então ele disparou duas vezes contra McNeill. Um desses tiros atingiu McNeill no pescoço, fazendo-o cair no chão inconsciente e o deixando paralisado por várias horas. Platt posicionou sua Mini-14 contra seu ombro usando sua mão esquerda que não fora ferida e então voltou a disparar várias vezes contra os agentes.

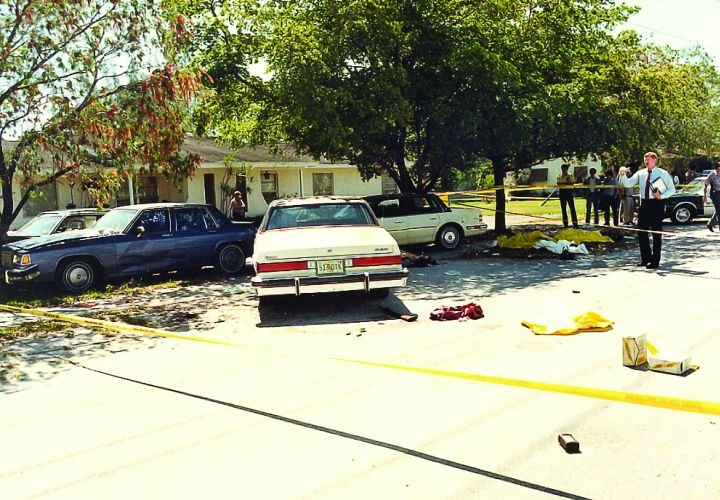
Foto tirada pelo FBI do local onde o tiroteio aconteceu. Na imagem, nota-se os carros dos agentes com os vidros crivados de balas

A pistola 9 mm de Dove foi então danificada por uma das balas de Platt. Hanlon disparou contra o bandido e foi atingido na mão enquanto recarregava. Platt avançou atirando agressivamente contra o carro de Grogan e Dove, que eles o estavam usando como cobertura. Ao chegar na posição em que os agentes estavam, ele abriu fogo novamente. Platt matou Grogan com um tiro no peito, feriu Hanlon na virilha e então matou Dove com dois tiros na cabeça. Platt então entrou no carro de Grogan/Dove em uma tentativa desesperada de fugir. Enquanto Platt entrava no carro, o agente Mireles, capaz apenas de usar um dos braços, atirou cinco vezes contra o veículo com sua espingarda, ferindo os pés de Platt. Em algum momento, Matix tinha recuperado a consciência e conseguiu se juntar a Platt no carro, entrando pela porta do passageiro. Mireles então disparou mais cinco vezes contra os dois, mas não os acertou.
Neste meio tempo, os policiais Leonard Figueroa e Martin Heckman chegaram ao local. Heckman protegeu McNeill com seu próprio corpo.
As ações de Platt nos últimos momentos do tiroteio são controversos. Um civil testemunhou Platt saindo do carro, andando 6 metros e disparando três vezes contra Mireles à queima roupa. Mireles não lembra disso ter acontecido. O oficial Heckman também não se lembra de ter visto Platt deixando o carro de Grogan e Dove. Risner e Orrantia, que estavam do outro lado da rua, também não viram isso acontecendo. Contudo, foi comprovado que Platt pegou o revolver Dan Wesson de Matix e disparou três vezes em algum momento.
Platt tentou dar partida no carro de Grogan e Dove. Mireles sacou então seu revolver .357 Magnum e foi em direção de Platt e Matix. O agente disparou seis vezes contra os suspeitos. O primeiro tiro atingiu a parte de trás do banco do motorista. O segundo tiro atingiu a janela esquerda e se fragmentou, com um pequeno pedaço atingindo Platt na cabeça. O terceiro disparo atingiu Matix no rosto mas não causou um ferimento sério. O quarto tiro também atingiu Matix no rosto estourando seu olho direito, ricocheteando dentro de seu crânio até o seu pescoço, indo até sua coluna espinhal e acertou sua medula. O quinto disparo acertou novamente o rosto de Matix, penetrou no osso da mandíbula e no seu pescoço e parou em sua medula espinhal. Mireles então encostou ao lado da porta do motorista, apontou seu revólver e disparou pela sexta vez pela janela e acertou Platt. A bala penetrou seu peito e se alojou em sua medula espinhal, matando-o. O confronto chegava então ao fim.
O tiroteio envolveu dez pessoas: dois suspeitos e oito agentes do FBI. De todas essas pessoas, apenas o agente Manauzzi não disparou (sua arma voou longe após a colisão) e apenas o agente Risner não se feriu. O incidente durou pelo menos cinco minutos e 145 tiros foram disparados.
Exames toxicológicos mostraram que a habilidade de Platt e Matix de continuar lutando apesar de vários ferimentos sofridos não foi alcançado por meio de drogas ou remédios de qualquer tipo.
Entre as consequências do desastroso tiroteio, o FBI fez alterações nas suas normas para os seus agentes. Primeiro, tornaram obrigatório o uso de coletes a prova de bala. Depois, passaram a fornecer armas melhores para seus agentes de campo, substituindo os antigos revólveres .38 por pistolas mais modernas, como o Smith & Wesson Model 1006 de 10mm. Mais tarde elas foram substituídas também pela mais letal .40 S&W. Armas de apoio mais poderosas, como espingardas da Remington Arms, submetralhadoras MP5 e fuzis M16, ficaram disponíveis para agentes no campo.